# Candoshi

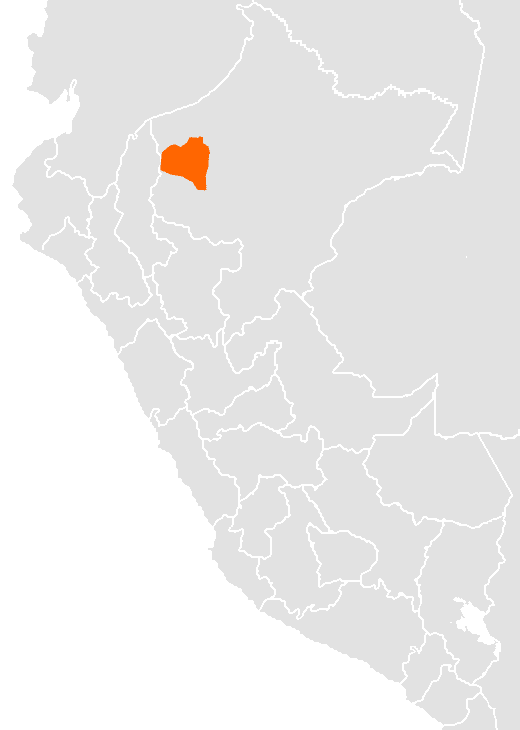
Situació de la llengua candoshi.

El poble Candoshi és un poble indígena del Perú que pertany al conjunt jíbaro. Els jíbaro estan formats per dos subconjunts: per una banda hi ha els jíbaro-shuar, compost per les ètnies shuar, achuar, aguaruna i shiwiar; per altra banda trobem els jíbaro-candoa, compresos pels shapra i els candoshi. Aquest grup ètnic s'autodenomina Kadoazi, tot i que també se'ls coneix com a Murato, nom despectiu, que significa Els que viuen riu amunt amb què els grups veïns es refereixen als Candoshi.
El nom Kandozi prové del terme indígena, kadoashi, nom masculí que fa referència a un lloro amb plomes grogues al front. Probablement Kadoashi va ser un antic cap, un home important que donà nom a tot el grup.

## Llengua i família lingüística
La Base de Datos de Pueblos Indígenas u Originarios del Ministeri de Cultura del Perú, tal com ho fa el portal web Ethnologue, associa al poble candoshi a la llengua kandozi-chapra, de la família lingüística kandozi. A Ethnologue es distingeix els dialectes shapra i kandoashi i es menciona els possibles vincles amb els grups macroarawak. La llengua va ser reconeguda per l’Estat peruà a l’article 48 de la Constitució (1993):
Las lenguas candoshi y shapra son completamente inteligibles. Las diferencias entre ellas son solo de orden dialectal y no son más pronunciadas que las propias diferencias existentes entre hablantes candoshi de zonas alejadas. Con las otras lenguas jívaro, las diferencias son mucho más importantes hasta el punto de no entenderse.

## Situació geogràfica i demogràfica
Els Candoshi són un grup de 2.000 a 3.000 persones, que juntament amb el grup Shapra, formen un conjunt ètnic anomenat Candoa. A més a més, es considera que pertanyen al grup jivaro que des del punt de vista demogràfic, és la nació indígena més gran de l’Amazònia.
Geogràficament s'ubiquen a la part septentrional de l’Amazònia peruana, dins de la província administrativa de l'Alto Amazonas (departament de Loreto) tot i que més tard també es van ubicar a la província Datem del Marañón, un territori que limita amb els achuar al nord, la conca del Morona a l’oest i l’alt Nucuray a l'est. Al centre trobem la divisió del Pastaza, que és la via d’accés i de transport a Andoas, una gran base petroliera. Les primeres poblacions candoshi es trobaven a la vora del Chuinda i el Chapuli, dos afluents del Rimachi. Altres comunitats es troben a la vora dels afluents del Pastaza: a la meitat del Huitoyacu, el baix Menchari, el baix Huasaga, el Chimara i a la meitat de l’Ungurahui. També hi ha nuclis de població a l’alt Nucuray i al Copal, un petit afluent del Corrientes.
Els Candoshi comparteixen regió amb altres famílies ètniques com els achuar, els huambisa, els aguaruna, els chayahuita, els cocamilla, els urarina i els shiwiar. També alguns quítxua.
Sembla que quan van arribar les primeres expedicions espanyoles al segle XVI, la regió estava ocupada pels Maynas, els descendents dels quals serien els Candoshi.

## Sistema econòmic
La divisió sexual del treball associa l'horticultura i la recol·lecció a les dones, i la caça als homes. La pesca, tot i estar principalment lligada als homes, en certs contextos esdevé una tasca compartida. Una part del producte de la pesca es comercialitza (juntament amb alguns altres productes). Alguns Candoshi són professionals vinculats als ministeris d’Educació o Salut i els seus salaris contribueixen a activar una economia de subsistència. Gràcies al seu entorn natural amb abundants llacs, l'economia es basa principalment en l'explotació pesquera en detriment de la caça. Aquest entorn natural tan ric i divers també crida l’atenció d’explotadors de la fusta i del peix que pretenen saquejar-lo i aquest fet suposa un problema greu per als Candoshi i el seu hàbitat.
Les unitats familiars també conreen per sobreviure, però el cert és que les terres són pantanoses i tenen un alt risc d’inundació. Els habitatges, que es construeixen allunyats els uns dels altres, acullen una família, que més tard pot afegir les cònjuges del fill de l’amo i la seva descendència. Les unitats familiars es conceben com independents econòmicament i política.

## Organització social i política
Com ja s'ha apuntat anteriorment, les unitats domèstiques són ens independents econòmica i políticament. Les famílies de manera individual són autosuficients i es construeixen elles mateixes les llars amb els materials que troben -principalment fusta i fulles de palmera-. De la mateixa manera construeixen les seves embarcacions i la resta d’elements que fan servir en la seva vida quotidiana.
Qui concentra el poder de les llars i les seves unitats familiars és l’amo de la casa, i cap membre de la comunitat no es faria partícip dels afers domèstics d’una família que no és la seva. De totes maneres, existeix una vinculació interdomèstica que engloba aproximadament de deu a quinze famílies que estan vinculades entre si per lligams de parentiu sobretot pel fet que s'intercanvien germanes entre grups.
Existeix la figura del representant local, anomenat curaca o pachabani, que és sobretot important pel que fa a la gestió de les relacions amb altres grups locals. Aquesta figura sempre comparteix el seu poder amb un segon cap o representant. Això representa també les aliances que s'estableixen entre grups parcialment aïllats, però aliats de la mateixa manera. Els curaca candoshi són persones que normalment han demostrat prèviament la seva determinació en moments de conflicte i que no tenen problemes per fer servir les armes si el moment ho requereix.
Un dels grans problemes polítics que es dona a les àrees on habiten els Candoshi és l'extractivisme petrolier. Aquest fet té un impacte greu pel medi ambient, però un impacte mínim pel que fa al desenvolupament de les regions. Les tecnologies que fan servir les extractores de petroli, són autosuficients i els contractes amb el govern peruà no requereixen de cap mena de feedback social amb les comunitats, per tant, la retribució local és mínima. Així doncs, aquest és un problema greu per les condicions de salut i qualitat de vida dels pobles indígenes de la zona, inclosos els Candoshi.

## Cosmologia i sistema de creences
Els Candoshi són animistes perspectivistes, perceben l’animitat en pràcticament tot allò que els envolta, tot i que discerneixen diferents categories d’aquesta ànima o vani, aquesta diferència d’espècies no és el signe d’una diferència d’essència, sinó d’una intensitat intencional diferent, és a dir, d’una diferència en la capacitat de percebre i actuar. Aquest vani es percep en la calor tèbia que desprèn la pell, en les palpitacions del cor o l’olor que desprèn el cos, entre d'altres. Tot i això no s'ha de traduir vani en el sentit occidental d’ànima, ja que aquest vani no és ni un principi espiritual immortal separable del cos, ni el conjunt de les funcions psíquiques, ni el principi de la vida moral. Per als Candoshi vani és inherent a l’èsser, esdevé la causa i el resultat del simple fet d’esdevenir.
Un altre tret important per als Candoshis és el del cor, o magich, ja que esdevé allò que els permet veure, com a sinònim del món, ja que aquest magich és tot el que s'ofereix a la vista, per això els Candoshi utilitzen la forma verbal magónamaama arrel de la qual és magich per a referir-se a “enlluernar” o “encendre” un foc. Consideren que magich els permet veure el món, ja que aquest l’ilumina. Magich posseeix el cos i les mans per a donar profunditat, sentir les textures, comprovar les diferències. Per això els Candoshi utilitzen les mans primer com a punt de referència abans que els ulls. Només al cor se situen els diferents estats i facultat que occidentalment comprenem com a psíquics, incloent altres processos d’ordre més somàtic. Aquest fet fonamental s'expressa en la gran quantitat d’expressions Candoshi que tenen com a subjecte la paraula magich.
Els Candoshi perceben el món de tal manera que la frontera entre subjecte i objecte esdevé porosa, fins i tot inexistent. Això és degut al fet que la subjectivitat és per als Candoshi la condició general de tota entitat que existeixi en el món: els astres, els vegetals, els animals perceben el món en tant que subjectes, segons la seva perspectiva relativista.
Els Candoshi duien a terme el ritual de la reducció de caps, no tant per a conservar la identitat de l'enemic decapitat, sinó per simbolitzar l'expressió d’una singularitat existencial pura, alliberada dels senyals que fan d’una cara el signe d’una existència particular. D’aquesta manera el cap de l'enemic es sotmet a una reducció física i, alhora, ediètica, construint una essència pura desproveïda de tot contingut particular.
Els tres rituals més importants en la vida col·lectiva dels Candoshi són: la cerca de visions arutam; la partida cap a la guerra, tapachi; i la captura i reducció de caps, tochigamaama.

## Relacions interètniques
Els Candoshi tenen relació, principalment, amb els diferents grups jívaro (situats al nord i a l’oest del seu territori). Molts d’aquests grups també senten molt propers als Candoshi.
Los ancianos Aguaruna cuentan, por ejemplo, un mito que describe el origen de la actual división étnica de la región donde se refleja claramente esta idea. Según este mito, en otros tiempos un grupo de hermanos bajaba por el río Marañón en dos canoas. Al encontrarse con la desembocadura del río Santiago en el Marañón decidieron dividirse en dos grupos. Una canoa surcó el Santiago y la otra siguió bajando el Marañón hasta cruzar el Pongo de Manseriche. Los hermanos de la primera canoa crearon los grupos Aguaruna, Shuar (conocidos también como Huambisa en el Perú) y los Achuar y los de la segunda fueron los primeros candoshi y shapra.
En canvi, amb altres grups com els Chayahuita, Cocama-Cocamilla i Urarina tenen formes culturals més diferenciades i no comparteixen institucions identitàries comunes. Una part de la població que està a prop de territoris quechua ha après la seva llengua “para poder participar de un mundo que perciben como más progresista. En otras ocasiones, a menudo como consecuencia de alianzas matrimoniales, hombres o mujeres candoshi se trasladan a vivir a comunidades quechua-hablantes y a la inversa.”

## Relació amb l'estat peruà i amb les instàncies internacionals
Una de les característiques rellevants dels Candoshi és la inaccessibilitat del seu entorn geogràfic, la qual l’ha fet menys permeable a la presència colonial. Les relacions amb el govern colonial i posteriorment republicà han estat irregulars. "Se pasaba de tiempos en los que reinaba la negociación y el intercambio comercial a periodos de grandes turbulencias marcados por rebeliones indígenas y consiguientes represiones armadas."
“Esta situación de relativo aislamiento ha sido, ya bien entrado el siglo XX, favorecida por el cierre de la frontera entre Perú y Ecuador debido a las disputas de límites.” A més, les energies destinades per part de l’Estat peruà a “desenvolupar” la zona han estat escasses, i hi ha molt poca presència d’institucions del govern: “Hasta muy recientemente, solo una guarnición del Ejército.” Un dels motius que podria explicar la baixa presència d’empreses i de l’Estat és que es considera que no hi ha especials atractius econòmics.
"Se prevé, sin embargo, una reactivación de las actividades económicas en toda la provincia con la apertura de la frontera y la puesta en práctica de los proyectos, resultado de la firma en octubre del 1998, del tratado de paz entre Perú y Ecuador. Esta región es considerada como promisoria por constituir una posible zona de intercambio transfronterizo y, de manera general, un eje de comunicación entre la costa y la selva a través de la carretera de penetración proyectada hasta el río Marañón."